# Inglisella marwicki
Inglisella marwicki är en snäckart som först beskrevs av Dell 1956.  Inglisella marwicki ingår i släktet Inglisella och familjen Cancellariidae. Inga underarter finns listade i Catalogue of Life.